# 花市清真寺
39°53′50″N 116°25′25″E / 39.897107°N 116.4235616°E
花市清真寺，位于北京市东城区西花市大街80号，是北京伊斯兰教四大古寺之一。

## 历史
花市清真寺始建于明朝永乐永乐十二年（1414年）到永乐十三年（1415年）。该寺所存石刻记载，明朝、清朝该寺多次重修，其中明朝崇祯元年（1628年）、清朝康熙四十一年（1702年）的重修规模较大。雍正七年（1729年），赐该寺御碑，并建碑亭一座。乾隆三十二年（1767年）因附近地区失火殃及该寺，故再次重修该寺。光绪二十五年（1899年）又重修。
寺内现存清朝康熙二年（1663年）裕亲王所书“清真”木匾，乾隆五十二年（1787年）“真一无二”牌匾，分别悬于大殿敞厅两侧墙壁。寺内还有雍正七年（1729年）御赐碑，乾隆三十五年（1770年）《重修礼拜寺碑记》。
辛亥革命后，宋教仁、蔡元培等人常在此议事，支持孙中山“五族共和，振兴中华”，反对袁世凯复辟。1912年7月7日，中国回教俱进会在该寺成立。文化大革命时期，该寺被关闭，大殿等建筑受到破坏。
粉碎“四人帮”后，为落实民族宗教政策，北京市及崇文区人民政府有关部门对该寺开展归还移交。起初先接收了原来临街的水房子旧址，简单修缮后成立回民沐浴殡葬服务所。1981年政府促使原占用该寺的单位陆续搬迁，并组织阿訇、乡老成立花市清真寺修缮小组，政府拨款整修，本着“注重实用、精简节约”的精神，对大殿不施彩绘，仅清刷露出原有的彩绘。1981年11月13日，已关闭15年的花市清真寺恢复主麻日聚礼。1982年起，遵照北京市伊斯兰教协会章程，在崇文区人民政府关怀下，崇文区成立伊协小组．选出乡老管理并进一步整修花市清真寺。开工后除油饰大殿内的剥蚀处外，还新建大门、二门，油饰了南北讲堂，绿化庭院。保护装帧了裕亲王“清真”匾，重新油漆了清朝马新贻“洁净精微”匾、中华民国时期的“清真无二”匾。
1984年，花市清真寺被列为崇文区文物保护单位。崇文区伊斯兰教协会设于该寺。

## 建筑
该寺东起南羊市口街，西到浴池胡同，北到西花市大街，南到手帕胡同。该寺坐西朝东，正门在南羊市口街内。
- 礼拜大殿：寺中最大的建筑，坐西朝东，前有敞厅3间，进深4层，殿顶卷棚勾连搭联接，殿内左右有两列柱子，第四层殿顶有八角亭，殿左右墙上原有古兰经经文，今已剥落。据传，殿内柁木可避鸟雀，故称“孔雀木”。
- 碑亭：礼拜大殿对面有上谕碑亭一座，绿琉璃重檐歇山顶，原藏雍正帝御碑，现碑已被移出。
- 敬古堂
- 沐浴室
- 寻月台：已拆除
- 经房
- 住房[1]